# 月刊小樽自身
『月刊小樽自身』（げっかんおたるじしん）は、日本のウェブマガジン。北海道小樽市の小樽観光協会で、小樽市内の観光情報を発信するために設立されたウェブサイトである。小樽観光協会からかつてフリーペーパーとして発行されていた広報紙「おたる月間イベント情報」に代わって、2021年（令和3年）3月にウェブサイトとして設立された。「月刊」の名の通り毎月25日に発行された後、3年後の2024年（令和6年）3月に更新が終了した。

## 沿革
小樽観光協会は2021年3月まで、小樽市役所の作成によるA4判1枚の広報紙「おたる月間イベント情報」を毎月発行していたが、新型コロナウイルスの影響で行事の中止が多くなったことから、修正のしやすさと経費節減を図ってオンライン発信に切り替え、ウェブマガジンの設立に至った。紙面では1か月のイベント情報を掲載するには限界があることも、オンラインに切り替えた理由の一つであった。この設立に伴い、「月刊おたるイベント情報」の発行は同2021年3月で終了した。
当初は表紙を作り、イベント開催の時期と少々の補足を加えるような形式が想定されていた。その後に編集陣の間で話が次第に盛り上がり、雑誌形式として、面白いことを次々に取材して記事として取り込むアイディアが生まれた。また、見出しの面白さで読者を引きつけ、その見出しをクリックすると情報が閲覧できるといったスタイルとして、週刊誌『SPA!』のような形式が考えられたが、情報発信の対象を20代から40代の女性としていたことで、『女性自身』の方が親しみがわくと考えられたことで、『女性自身』に近づけた内容となった。2021年3月25日に「創刊号」が公開され、その後も毎月25日に発行が続けられた。
初代編集長である山城栄太郎（小樽市の生花店経営者）は、東京の出版社で勤務した20代の頃、月刊誌「東京ストリートニュース!」の創刊に携わり、同誌の取材で毎日のように東京の流行を追っており、その経験がウェブマガジンの製作にもいかされた。編集部メンバーは小樽観光協会の総合情報センター委員会委員長でもある山城以下、同委員会メンバーと事務局メンバーで編成され、いずれも本業の傍ら取材や執筆を担当した。
北海道放送(HBC)の配信によるウェブマガジン『Sitakke』にもアーカイブが転載され、そのSNSでも発信が行われた。この流れで、HBCのローカル情報番組『今日ドキッ!』でも取り上げられた。2023年（令和4年）4月には、札幌のタウン誌『O.tone』で、編集会議の様子が取り上げられた。AIRDOの機内誌『rapora』でも、北海道発の情報メディアの一つとして紹介された。
発行から3年後の2024年2月末に、コロナ禍前と同様に多くの観光客が小樽を訪れるようになり、「月刊小樽自身も一定の役割を果たした」として更新終了が発表され、同2024年3月25日更新の特別編集号をもって更新が終了した。同2024年夏より季刊誌として内容がリニューアルされ、ウェブマガジン「小樽通」として発行が開始された。

## 内容
広報紙「おたる月間イベント情報」は、小樽市内の催し案内を箇条書きにしただけの紙面であり、本サイトの初代編集長である山城栄太郎が「どちらかというと事務的」「非常に地味で、シンプルなイベント情報ペーパー」「あまり目立たなくて、なかなか手に取られにくいものでした」と語るようなものであった。そのためにウェブマガジンは、読者の目につき、気を引き、「読んでみたい」と思わせる作風が心がけられた。コンセプトは「この暗い話題の多いコロナ禍の時期だからこそ、楽しく明るく小樽の旬の情報やイベントを紹介したい!」であり、編集担当スタッフ&委員のギャグセンスと知恵を駆使して、遊び心に富んだリニューアルが行われた。
編集部によると、「小樽自身」の名は週刊誌『女性自身』のオマージュである他、「『他の何者でもなく』『それそのもの』の意味を持つ『自身』から、編集部のある小樽を発信していく」との強い決意を込めて名づけたという。創刊号は、小樽のご当地キャラクター「おたる運がっぱ」が表紙を飾った。季節の見所や旬の食材など、イベントに限らず小樽のその月の見どころ情報を掲載された。
公開後は「表紙の完成度が高すぎる」「本物の某有名雑誌かと思った」「これが毎月配信されるの」など好意的な声が寄せられ、SNSを中心として話題を呼んだ。発行から1周年を迎えた2022年（令和4年）4月には、小樽観光協会の公式ウェブサイトのアクセス数が、前年比で40パーセントほど増加する効果を見せた。